# Ignas Snellen
Ignas Alexander Gerard Snellen (prononcer [ig.nas sne.lən]), né le 6 juin 1970 à Geldrop, aux Pays-Bas, est un astrophysicien néerlandais, professeur en astronomie à l'observatoire de Leyde (partie de l'université de Leyde) aux Pays-Bas.

## Études et carrière scientifique
Ignas Snellen a obtenu son doctorat à Leyde en 1997. Il effectue ensuite un post-doctorat de trois ans à l'Institut d'astronomie de Cambridge, au Royaume-Uni, après quoi il devient astronomy lecturer à l'université d'Édimbourg. Il retourne à l'université d'Édimbourg en 2004.
La recherche d'Ignas Snellen se concentre en particulier sur les planètes en transit. Cette technique observe les planètes lorsqu'elles passent devant le disque de leur étoile, une fois par orbite, cela permet d'étudier en détail leur atmosphère. 
Le groupe d'Ignas Snellen développe des techniques d'observation et de réduction de données pour les télescopes au sol, particulièrement adaptées pour les futurs extrêmement grands télescopes (en anglais extremely large telescopes, en abrégé ELT). Pour cela, ils s'intéressent en particulier à la photométrie et la spectroscopie en transmission lors des éclipses secondaires en optique et en proche infrarouge. La plupart du temps, les télescopes situés à La Palma (aux îles Canaries, en Espagne) et ceux de l'Observatoire européen austral (à La Silla et à Paranal, au Chili) sont utilisés pour cette recherche. L'équipe développe également un nouveau système de caméra appelé MASCARA afin de trouver les planètes qui transitent les plus brillantes du ciel.

## Quelques découvertes notables
- Détermination de la période de rotation de la planète Beta Pictoris b : huit heures (2014)[3].

## Distinctions et récompenses
L'astéroïde (12939) Ignassnellen est nommé en son honneur.